# Volkstaat
Volkstaat – narodowe państwo Afrykanerów, którego utworzenie postulowane jest przez część afrykanerskich działaczy politycznych i społecznych.
Stanowi przedmiot rozważań między innymi Carela Boshoffa czy Alkmaara Swarta, odwołuje się do tej idei także Zjednoczenie Robotników Orańskich. Według niektórych formułowanych definicji ma być obszarem zamieszkanym przez Afrykanerów, zdobytym w wyniku uzyskania przez nich pełnej wolności, znajdującym się pod ich całkowitą kontrolą polityczną. Podkreśla się również konieczność oparcia gospodarki takiego państwa wyłącznie na ludności afrykanerskiej.